# 絕命異次元：劫後餘生
《絕命異次元：劫後餘生》是2011年美國羅曼影院出品的科幻驚悚成人恐怖動畫電影，由麥克·蒂薩執導，並由布蘭登·阿魯曼一行人共同編劇，如同前作《絕命異次元：坍塌》，電影改編自藝電於同年發售的生存恐怖游戏《絕命異次元2》，並作為遊戲的前傳故事。主要講述繼石村號事件過後，同一座星系再度發生另一起相同的屍變體災難，主要圍繞四名倖存者的分別審問，一步一步還原真正的事發經過。
不同於前作，電影採用非線性敘事手法，主要受到日本著名導演黑澤明的電影《羅生門》啟發，以不同人的角度來描述同一場災難的經過。為了體現不同的敘事角度，電影的回憶段落分別採用四種不同的動畫風格，其全部由南韓幾家動畫製作公司的協助下完成。電影獲得兩級評價，批評主要集中於敘事吸引力以及動畫質量。

## 劇情
2508年，石村號在聖盾七號星系失事僅過三星期，一艘地球政府的星際驅逐艦「亞伯拉西斯號」（USM Abraxis）收到求救信號，趕到已毀於一旦的聖盾七號星系展開搜救，在該地區找到停駛的CEC星艦「奧班農號」（USG O'Bannon），該艦本作為調查石村號失事的第一響應者。搜救隊進入橫屍遍野、血流成河的奧班農號，在引擎室中找到劫後餘生的四名倖存者，保全尼古拉斯·庫特納、工程師亞歷杭德羅·博格斯、科學官諾蘭·施特羅斯、以及女醫官伊莎貝·趙。由於庫特納突然不分敵我地開槍擊傷一名搜救隊員，四人集體被收押至驅逐艦上，亞伯拉西斯號返程前炮擊摧毀整艘奧班農號以不留證據。
亞伯拉西斯號返航至土衛六空間站「蔓生區」（The Sprawl）的地球政府基地，四名倖存者分別被抓去做單獨審問，藉以問出事故真相以及關於當地神印的重要情報。四人在審問中坦述奧班農號抵達星系不久，工程隊伍受艦長迦勒·坎貝爾下令登陸處於不穩定的星球上維持重力，在此期間尋獲一塊僅存的紅色神印碎塊；其作為這場任務的真正目的。然而空手與神印碎塊接觸的庫特納陷入精神分裂，眼中出現自己已故女兒的幻覺，開始敵我不分地攻擊周圍同伴，還無意殺死博格斯的表弟。隨著星球即將爆炸，大部分隊員集體跟著毀滅的星球陪葬，只有遭束縛的庫特納、博格斯、施特羅斯、伊莎貝與少數人成功帶著碎塊撤退。奧班農號受到星球爆炸衝擊的波及而引擎受損，艦長下令進行緊急修復，坦白這場任務實為找尋神印下落，引起痛失家人的博格斯強烈不滿。
眾人靜待奧班農號引擎修復期間，施特羅斯受令對神印碎塊進行深入研究，然而此過程使他慢慢深陷神印的“奧秘”之中無法自拔。為了測試其效能，施特羅斯拿一具遺體進行實驗，遺體卻被神印復活淪為一隻屍變體，逃出實驗室後在船上爆發新一輪屍變體危機。驚慌失措的施特羅斯跑回房間查看妻小安危，卻將她們母子看成兩隻屍變體，自衛之下誤殺自己的妻小。伊莎貝跑進來目睹慘劇，對施特羅斯產生誤解與敵意，同時被迫釋放庫特納一同作戰。大量船員集體陣亡，眾人斷言唯一的方法則是摧毀碎塊，而艦長自我犧牲掩護四人進入引擎室，將碎塊扔入艦船引擎中燃毀，才讓眾屍變體灰飛煙滅。
經過對四名倖存者的審問，地球政府達到此任務的全部目的以及“額外收穫”，而四人分別迎來不同的結局。庫特納審問結束後受女兒幻覺影響而強行掙脫束縛，最後在幻覺引導下開啟艙門掉進太空而亡。博格斯由於並未與神印接觸，無用處之下直接被槍決滅口。施特羅斯被證實與神印建立“精神連結”，最後淪為政府即將進行的神印開發計劃的重要人體實驗對象。而伊莎貝雖未與神印接觸，但卓越的醫療見解與經驗使她受地球政府的神秘高層「大統領」（The Overseer）本人接見，其為伊莎貝給予神印開發計劃的一席之地，有望讓人類在未來能掌控神印的力量。然而伊莎貝拒絕合作，對此失望的大統領下令將伊莎貝抓去進行腦白質切除術，將她陷害為策劃石村號與奧班農號兩起船難的“恐怖分子”，使她無助地背黑鍋並等待行刑。
幾星期後，大統領伴隨蔓生區精神病院的主治醫生佛斯特·埃德加斯，共同慶祝他們的事故掩蓋手段大獲成功，並將施特羅斯移送至空間站的精神病院中，藉以深入挖掘神印的奧秘。施特羅斯就此關入精神病院的病人行列之中，而一旁則是曾在石村號災難中倖存、同樣接觸過神印建立連結的CEC工程師艾薩克·克拉克。

## 配音表
- 楊時賢 聲演 伊莎貝·趙（Dr. Isabella Cho）
- 克里斯多福·賈奇（英语：Christopher Judge） 聲演 尼古拉斯·庫特納（Nickolas Kuttner）
- 瑞卡多·查維拉（英语：Ricardo Chavira） 聲演 亞歷杭德羅·博格斯（Alejandro Borges）
- 柯特·考尼里斯（英语：Curt Cornelius） 聲演 諾蘭·施特羅斯（Dr. Nolan Stross）
- 葛拉罕·麥克塔維什 聲演 迦勒·坎貝爾艦長（Capt. Caleb Campbell）
- 彼得·伍沃德（英语：Peter Woodward） 聲演 主審訊官（Lead Interrogator）

## 備註
1. ↑  影片介绍
2. ↑  .   [2021-12-12]. （原始内容存档于2021-12-12）.
3. ↑  .   [2021-12-12]. （原始内容存档于2021-12-12）.